# Yazoo City, Mississippi
Yazoo City là một thành phố quận lỵ quận Yazoo trong tiểu bang Mississippi, Hoa Kỳ. Thành phố có diện tích km2, dân số theo điều tra năm 2000 của Cục điều tra dân số Hoa Kỳ là 14.550 người. Thành phố được đặt tên theo sông Yazoo.